# Cantón Veinticuatro de Mayo
Veinticuatro de Mayo es un cantón de la provincia de Manabí en Ecuador, tiene una población de 28.846 habitantes.  Su alcalde actual para el período 2023 - 2027 es el Ing. Ramón Vicente Cedeño Barberán. Su cabecera cantonal es la ciudad de Sucre.

## Extensión y límites
Veinticuatro de Mayo tiene una extensión de 524 km². Sus límites son:
- Al norte con el cantón Santa Ana
- Al sur con el cantón Paján
- Al este con los cantones Santa Ana y Olmedo
- Al oeste con el cantón Jipijapa

## División política
Veinticuatro de Mayo se divide en cuatro parroquias:

Parroquias Urbanas
- Sucre (cabecera cantonal).

Parroquias Rurales
- Bellavista.
- Arq. Sixto Durán Ballén.
- Noboa.

Noboa de acuerdo a la nueva estructura territorial definida en su Plan de Desarrollo y de Ordenamiento Territorial al año 2011 (PDOT2011), con el trabajo participativo e integrador de sus ciudadanos y ciudadanas, actores territoriales y demás líderes de las distintas organizaciones  socio-productivas, han trabajado en esta definición territorial conformada por 32 comunidades campesinas y 1 cabecera parroquial considerada como una  comunidad más, dándonos un total de 33 comunidades las que constituyen el territorio de la parroquia rural de Noboa, que según autodiagnósticos comunitarios realizados en los procesos de construcción del PDOT2011, refleja su población actualizada a noviembre del año 2011 en 6.722 habitantes. De acuerdo al censo 2010 y comparándolos con el censo 2001 (datos tomados del INEC), Noboa al 2010 tiene  6548 habitantes con un crecimiento de 174 habitantes que representa el 2.7%.
La población de Noboa está distribuida por 7 zonas territoriales, constituidas de acuerdo a estrategias socio - ambientales productivas de administración territorial interna, del nivel de gobierno local y definidadas a través de consenso y resoluciones de la población, reunidas en las Asambleas Talleres de construcción del Plan de Desarrollo y de Ordenamiento Territorial PDOT 2011 NOBOA.